# Légume-racine

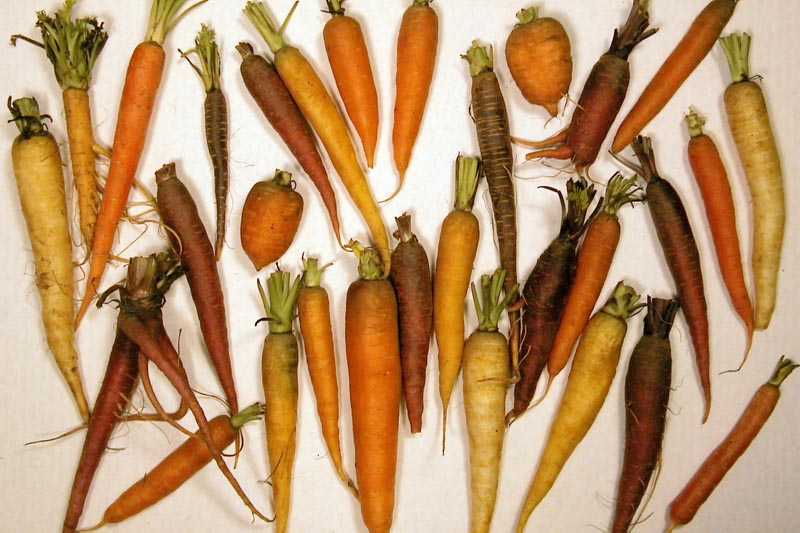
Différentes variétés de carottes

Un légume-racine est un légume constitué par l'organe souterrain d'une plante, récolté pour la consommation. Sur le plan botanique, certains de ces légumes ne sont pas strictement des racines, car ce sont souvent des organes de réserves tubérisés — des tiges ou des racines pivotantes modifiées — ou même parfois des bulbes…

## Racines et autres
Ce sont tout d'abord des racines « vraies » tubérisées, qui se caractérisent par leur structure histologique et l'absence de bourgeons, dont le rôle principal est de fixer la plante et de puiser les éléments nutritifs du sol, mais qui sont transformées en organes de réserve (scorsonère d'Espagne, salsifis…).
D'autres sont en réalité des tiges souterraines (rhizomes, stolons), transformées en tubercules destinés à assurer le stockage des réserves de la plante :
- racine tubérisée (carotte[2], panais[2], betterave[2], navet[2], radis[2]…) ;
- hypocotyle, base de la tige tubérisée (céleri-rave, rutabaga…) ;
- tubercule (pomme de terre[2], topinambour[2], Yacon, gingembre…).

On englobe en outre, parfois, dans cette catégorie, les légumes-bulbes, chez lesquels c'est la base des feuilles qui assure le stockage des réserves, essentiellement des amaryllidacées (ail, oignon, échalote…)

## Liste de légumes-racines
- Betterave
- Camas[3]
- Carotte
- Céleri-rave
- Cerfeuil tubéreux
- Chervis
- Chou-rave
- Galanga
- Gingembre
- Ginseng
- Grande bardane
- Hélianthi
- Igname
- Maceron
- Manioc
- Navet
- Panais
- Patate douce
- Persil
- Poire de terre (Yacon)
- Pomme de terre
- Radis
- Raifort
- Rutabaga
- Salsifis cultivé
- Scorsonère d'Espagne
- Topinambour
- Konjac
- Yucca